# ثوم قصير
الثوم القصير (باللاتينية: Allium curtum) نوع نباتي عشبي يتبع جنس الثوم من الفصيلة الثومية.

## الموئل والانتشار
ينتشر في بلاد الشام ووادي النيل وتركيا وقبرص.